# یون براون
یون براون (انگلیسی: Euon Brown؛ زادهٔ ۹ ژوئیهٔ ۱۹۸۷) بازیکن فوتبال است.
وی همچنین در تیم ملی فوتبال گرنادا بازی کرده‌است.